# 口は災いの元
口は災いの元（くちはわざわいのもと）は、五代十国時代の中国からのことわざ。

## 概要
不用意に言った言葉のために、後に災難を招くということが往々にあるために、言葉は慎むべきであるということを意味する。

### 由来
これは五代十国時代の中国での後唐、後晋、遼、後漢、後周で宰相として仕えた馮道によって作られた漢詩からの言葉である。ここでは口は災いを招く門で、舌は自分の身を切る刀となり、口を閉ざして舌を出さないようにしておけば身を安全に保てるということが述べられている。
日本でこの言葉が最初に用いられたのは、1252年に書かれた十訓抄であった。ここでは口は禍の門であり、舌は禍の根であるということが述べられている。